# Futbol australijski na Letnich Igrzyskach Olimpijskich 1956
Futbol australijski na Letnich Igrzyskach Olimpijskich 1956 – pokazowy mecz futbolu australijskiego został rozegrany na Main Stadium w dniu 7 grudnia o godzinie 16:10 czasu lokalnego (UTC+10:00). Uczestnikami meczu były: drużyna Victorian Amateur Football Association (VAFA) oraz połączona drużyna Victorian Football League (VFL) i Victorian Football Association (VFA). Mecz zakończył się zwycięstwem drużyny Victorian Amateur Football Association wynikiem 81–55.
Skład drużyny Victorian Amateur Football Association:
J. D. Anderson, A. G. Capes, R. Collins, G. W. Empey, R. C. Fenton-Smith, G. J. Gill, L. Grant, J. N. Hannan, P. K. Harkness, G. W. Hibbins, J. R. Hayes, M. Keogh, M. W. Mitchell, J. Merrick, R. F. Pettigrove, P. Rochow, W. B. Thomas, R. W. Tindale, L. J. Wakeling, L. E. Williams.
Skład drużyny Victorian Football League i Victorian Football Association:
R. A. Allsopp, D. Corner, B. T. Coliopy, F. X. Dunin, L. J. Dwyer, B. C. Edwards, R. A. Gabelich, B. J. Graze, B. J. Gray, T. J. Hussey, K. C. Marshall, N. McNeil, V. A. Naismith, D. J. Plunkett, J. S. Sassella, D. T. Tobin, K. E. Turner, B. J. Walsh, J. B. Westacott, K. Woolnough.

## Mecz
| Drużyna                                                    | I Kwarta | II Kwarta | III Kwarta | IV Kwarta |
| ---------------------------------------------------------- | -------- | --------- | ---------- | --------- |
| Victorian Amateur Football Association                     | 6.1 (37) | 9.4 (58)  | 11.8 (74)  | 12.9 (81) |
| Victorian Football League i Victorian Football Association | 1.0 (6)  | 6.0 (36)  | 6.2 (38)   | 8.7 (55)  |